# Japan Soccer League Cup 1988
La Japan Soccer League Cup 1988 è stata la tredicesima edizione del torneo calcistico organizzato dalla Japan Soccer League, massimo livello del campionato giapponese di calcio.

## Risultati

### Primo turno
Le gare del primo turno preliminare si sono disputate il 28 agosto 1988, con tre anticipi disputati il giorno precedente.
| Squadra 1           | Risultato            | Squadra 2         |
| ------------------- | -------------------- | ----------------- |
| Nissan Motors       | 7 - 0                | Osaka Gas         |
| Yomiuri             | 5 - 0                | Cosmo Oil         |
| Hitachi             | 3 - 1                | Kofu Club         |
| Mitsubishi HI       | 4 - 1                | Kawasaki Steel    |
| Fujita              | 3 - 0                | Fujitsu           |
| Yamaha Motors       | 3 - 0                | Teijin            |
| Mazda               | 2 - 1                | NTT Kansai        |
| Toshiba             | 1 - 0                | Tanabe Pharma     |
| Furukawa Electric   | 1 - 0                | Nippon Steel      |
| Yanmar Diesel       | 4 - 0                | Fujieda City Hall |
| Matsushita Electric | 0 - 0 3 - 4 (d.c.r.) | NTT Kanto         |
| Toyota Motors       | 5 - 0                | Toho Titanium     |

### Secondo turno
Le gare del primo turno preliminare si sono disputate il 3 settembre 1988: alle dodici squadre qualificate dal turno precedente, si aggiungono le quattro semifinaliste dell'edizione precedente.
| Squadra 1     | Risultato            | Squadra 2         |
| ------------- | -------------------- | ----------------- |
| NKK           | 1 - 3                | Nissan Motors     |
| Yomiuri       | 1 - 0                | Hitachi           |
| Mitsubishi HI | 2 - 1                | Fujita            |
| Yamaha Motors | 0 - 2                | ANA               |
| Honda Motor   | 1 - 1 3 - 4 (d.c.r.) | Mazda             |
| Toshiba       | 3 - 2                | Furukawa Electric |
| Yanmar Diesel | 1 - 1 5 - 4 (d.c.r.) | NTT Kanto         |
| Toyota Motors | 2 - 3                | Sumitomo Metals   |

### Quarti di finale
Le gare dei quarti di finale del torneo si sono svolte il 4 settembre: delle otto squadre partecipanti, due (Mazda e Toshiba) militano nel secondo raggruppamento della Japan Soccer League.
| Squadra 1     | Risultato            | Squadra 2       |
| ------------- | -------------------- | --------------- |
| Nissan Motors | 1 - 0                | Yomiuri         |
| Mitsubishi HI | 2 - 1                | ANA             |
| Mazda         | 0 - 0 1 - 4 (d.c.r.) | Toshiba         |
| Yanmar Diesel | 5 - 1                | Sumitomo Metals |

### Semifinali
Le due gare di semifinale si sono disputate il 10 settembre 1988: tra le partecipanti, una (il Toshiba) gioca nel secondo raggruppamento della Japan Soccer League.
| Squadra 1     | Risultato | Squadra 2     |
| ------------- | --------- | ------------- |
| Nissan Motors | 2 - 0     | Mitsubishi HI |
| Toshiba       | 2 - 0     | Yanmar Diesel |

### Finale
L'incontro di finale del torneo si svolse l'11 settembre 1988 al Central Stadium di Yokkaichi: per il Nissan Motors fu la quarta finale del torneo disputata, mentre per il Toshiba fu la terza.
| Yokkaichi 11 settembre 1988, ore 13:55 UTC+9                             | Nissan Motors | 3 – 0 | Toshiba | Central Stadium |
| \| \| \| \| \| Hirakawa 14’ Mizunuma 27’ Mizunuma 36’ \| Marcatori \| \| |               |       |         |                 |
|                                                                          |               |       |         |                 |
| Hirakawa 14’ Mizunuma 27’ Mizunuma 36’                                   | Marcatori     |       |         |                 |